# Women on Web
Women on Web est un service d’aide à l’avortement qui utilise la télémédecine et destiné aux femmes qui vivent dans des pays où elles n’ont pas accès à des services d’avortements sûrs. L’avortement est pratiqué à domicile, avec de la mifépristone et du misoprostol avant la neuvième semaine de grossesse. Ces médicaments sont envoyés par la poste après une consultation par Internet auprès d'un médecin qui vérifie qu'il n'y a pas de contre-indications à l'interruption de grossesse et qui donne éventuellement son accord.
Le but de Women on Web est d’empêcher les avortements pratiqués par des méthodes dangereuses, causes de nombreux décès et handicaps dans les pays où l’avortement est illicite, et de faciliter l’accès à l’avortement médicamenteux grâce à l’usage de la consultation en ligne.

## Fondation
Women on Web est une ONG basée au Canada créé en 2005 par Rebecca Gomperts, une médecin néerlandaise touchée par la détresse morale et physique des femmes avortées illégalement.
Sa première association, Women on waves, offre ses services dans des pays où l'avortement est illégal sur un bateau à pavillon autrichien qui contient une clinique mobile spécialement construite. Les femmes sont embarquées sur le bateau, conduites dans les eaux internationales, où les lois autrichiennes permettant un avortement jusqu'à trois mois après conception sont effectives à bord.
Mais à la suite de pressions et menaces de différents pays, Gomperts change de stratégie et crée Women on Web qui propose son aide aux femmes à travers internet. En 2018, elle fonde Aid Access pour faciliter l'envoi de médicaments, en particulier aux États-Unis.

## Fonctionnement
Les recherches montrent que si un accès sécurisé à l'avortement n'est pas possible, les femmes risquent leur santé et leur vie avec des méthodes dangereuses pratiquées par des personnes non qualifiées dans des conditions d'hygiènes parfois douteuses,.
Women on Web offre une aide à la contraception et à l'avortement par correspondance aux femmes vivant dans des pays où ce dernier est illégal. Chaque année, l'association répond à près de 100 000 mails venant de 123 pays différents. Les femmes qui ont besoin d'une contraception ou d'un avortement consultent en ligne un médecin de l'association. Les pilules abortives de mifépristone et misoprostol ou les dispositifs contraceptifs sont envoyés par courrier. Un accompagnement est proposé en 16 langues, dont l'arabe, l'anglais, le français, l'allemand, le japonais, le coréen, le hongrois, l'indonésien, l'italien, le persan, le polonais, le portugais, le russe, l'espagnol, le thaï et le turc.

## Accès au site bloqué dans certains pays
L'accès au site de l'organisme est bloqué en Arabie Saoudite, Corée du Sud, Espagne, Iran, et Turquie.